# Save You (пісня Pearl Jam)
«Save You» (укр. Врятую тебе) — пісня американського рок-гурту Pearl Jam, другий сингл з альбому Riot Act (2002).

## Історія створення
Пісня «Save You» була створена з гітарного рифу, що належав Майку Маккріді. Гітарист свого часу поділився двома ідеями зі Стоуном Ґоссардом; одну з них, яку Маккріді вважав кращою, Ґоссард розкритикував, проте йому сподобався інший риф. Разом вони доопрацювали його в студії в Каліфорнії, створивши пісню «Save You».
Текст пісні належав вокалісту Едді Веддеру. У ній співається про друга, який захоплюється наркотиками, і його неможливо врятувати. Веддер розповідав, що музиканти намагались бути «чистими», щоб бути прикладом для слухачів та справити на них враження, впливаючи на розв'язання важливих проблем. Зокрема, зі свого досвіду спілкування із наркозалежними, вокаліст знав, що їх не треба звинувачувати. «Ця пісня демонструє, як сильно ти хочеш їм допомогти» — пояснював Веддер. Дехто вважав, що композицію було написано під впливом від смерті фронтмена Alice in Chains Лейна Стейлі, проте Веддер наголошував, що «це було поєднання декількох речей». Щодо Стейлі, йому було присвячено окрему пісню «4/20/02», яка зрештою потрапила до альбому як прихований трек.
Музиканти зізнавались, що цю швидку панк-рокову композицію було дуже цікаво грати. Зокрема, під час запису барабанщик Метт Кемерон настільки захопився, що втратив навушники, але продовжував грати удвох з бас-гітаристом Джефом Аментом, орієнтуючись лише на його пальці. Пізніше Майк Маккріді згадував, що це стало його улюбленою частиною пісні: «Мені також подобається соло, але барабанні програші просто неймовірні».

## Вихід пісні
«Save You» потрапила до альбому Riot Act, що вийшов 12 листопада 2002 року. Пісня стала другим синглом з альбому, слідом за «I Am Mine». 11 лютого 2003 року вона була випущена разом з неопублікованою раніше композицією «Other Side». Пісня мала помірний успіх серед слухачів, не потрапивши до основного американського хіт-параду Billboard Hot 100, але опинившись в третьому десятку пісень в чартах Modern Rock та Mainstream Rock.
Pearl Jam виконали «Save You» в листопаді 2002 року на телебаченні у «Пізньому шоу з Девідом Леттерманом». Також на пісню було знято відеокліп (режисер Джеймс Фрост), який став першим для гурту за останні чотири роки, після «Do the Evolution».

## Довідкові дані

### Список пісень на синглі
1. «Save You» (Веддер, Амент, Кемерон, Маккріді, Ґоссард) — 3:51
2. «Other Side» (Амент) — 4:03[8]

### Місця в хіт-парадах
| Хіт-парад (2003)                    | Найвища позиція |
| ----------------------------------- | --------------- |
| Canada (Nielsen SoundScan)          | 17              |
| США (Alternative Songs) (Billboard) | 29              |
| США (Mainstream Rock) (Billboard)   | 23              |